# Hermann Theodor Haustein
Hermann Theodor Haustein (* 3. Mai 1814 in Geyer; † 21. April 1873 in Zwickau) war ein deutscher Jurist und Politiker. Er war Mitglied im Frankfurter Vorparlament und im Sächsischen Landtag.

## Leben und Wirken
Der Sohn von Christian Friedrich Haustein schrieb sich am 10. Oktober 1832 zum Studium an der Bergakademie Freiberg ein und studierte anschließend von 1834 bis 1837 an der Universität Leipzig, wo er der Studentenverbindung Beduinia angehörte, die Rechtswissenschaften. 1842 oder 1843 wurde er als Advokat immatrikuliert, wobei sein Wohnort als Annaberg angegeben ist. Er ließ sich in der Folge in Crimmitschau als Advokat nieder und hatte dort vom 9. Mai 1845 bis 1847 das Amt des Bürgermeisters inne. Er begründete vor Ort eine Kinderbewahrungsanstalt und eine Sparkasse. Nach seinem Wegzug zurück nach Annaberg wurde er in Crimmitschau zum Ehrenbürger ernannt. 1848 wurde Haustein zum Vorsitzenden des Annaberger Vaterlandsvereins gewählt. Im gleichen Jahr wurde er durch die Heidelberger Siebener-Kommission zu einem Mitglied des Frankfurter Vorparlaments berufen und am 26. März auf einer Volksversammlung bestätigt. Da er in Frankfurt einen „Fürstenrat“ vorfand, war er der Meinung, dass man nicht berechtigt sei, über Verfassungsfragen zu debattieren. Überhaupt war er der Meinung, dass ein Zweikammersystem nur dann gerechtfertigt sei, wenn beide Kammern den Charakter von Volksvertretungen hätten. Er verließ das Vorparlament, nachdem der Antrag auf sofortige Aufhebung der Ausnahmebeschlüsse und Erneuerung des Bundestags abgelehnt worden waren.
Er war Mitglied im Annaberger Stadtverordnetendirektorium und Redakteur des Zeitbotens. Im Frühjahr 1849 war er als Vertreter des 53. Wahlbezirks Abgeordneter in der II. Kammer des Sächsischen Landtags, wo er sich dem sozialdemokratischen Klub anschloss. Am 6. Mai 1849 forderte er seine Annaberger Mitbürger auf, den Dresdner Maiaufstand zu unterstützen und nach Dresden zu ziehen. Nachdem sich der Annaberger Stadtrat gegen eine Unterstützung des Maiaufstands entschieden hatte, verlangte er im Namen der Provisorischen Regierung unter Samuel Erdmann Tzschirner, Otto Leonhard Heubner und Carl Gotthelf Todt vom Stadtrat und Kommunalgardenausschuss eine ultimative Entscheidung. Nach der Niederschlagung der Dresdner Unruhen erfolgte die Suspendierung von seinem städtischen Amt und die Festsetzung Hausteins in einer Untersuchungshaft. Eine einstweilige Entlassung durch Handgelöbnis am 18. August 1849 nutzte er zur Flucht in die Schweiz. Von 1852 bis 1857 hielt er sich im Thurgau und Winterthur auf. Nachdem 1857 ein neues Strafgesetzbuch verabschiedet worden war, kehrte er nach Deutschland zurück. Er wurde in der Folge zu drei Jahren Zuchthaus verurteilt, wobei diese Strafe dank der Verteidigung durch Hermann Joseph auf ein Jahr Gefängnis auf Schloss Hubertusburg reduziert wurde. Von 1859 an wirkte er als Advokat in Zwickau. 1861 erlangte er sein Bürgerrecht zurück. Er wurde Direktor der Bürgergewerkschaft und des Aktienvereins. Von 1865 bis 1867 übernahm er nochmal ein städtisches Amt in seiner neuen Heimatstadt: er fungierte als Stadtverordneter von Zwickau.

## Werke
- Handfesten zur Erleichterung des Hypothekar-Credits zunächst für Städte des Königreichs Sachsen, 2. A., 1868.